# Den andra fläcken

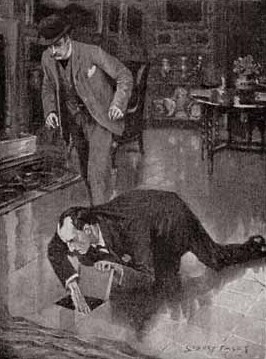
Illustration av Sidney Paget, ur novellen Den andra fläcken.

Den andra fläcken (engelska: The Adventure of the Second Stain) är en av Sir Arthur Conan Doyles 56 noveller om detektiven Sherlock Holmes. Det är en av 13 noveller i novellsamlingen "The Return of Sherlock Holmes". 
Sir Arthur Conan Doyle lovade år 1905 att denna novell skulle vara den sista Holmes-novellen. Av ekonomiska skäl blev emellertid så inte fallet. Sammanlagt skrev Conan Doyle ytterligare 20 noveller om Sherlock Holmes.

## Handling

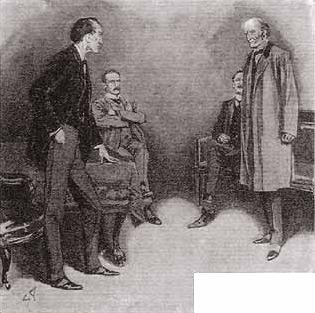
Illustration av Sidney Paget. Holmes, Doktor Watson, Trelawney Hope och premiärministern.

Det är juli 1888. Premiärministern Lord Bellinger och Trelawney Hope, statssekreteraren för europeiska affärer, kommer till Holmes angående ett dokument som stulits från Hope. Om innehållet i dokumentet skulle bli röjt skulle konsekvenserna bli ödesdigra för hela Europa. Det skulle till och med kunna leda till krig. Dokumentet försvann då Hope en kväll var ute i fyra timmar. Ingen i huset hade kännedom om dokumentet. 
Holmes beslutar sig för att börja med att titta närmare på några spioner som han vet finns i London. En av dessa, Eduardo Lucas, visar sig ha blivit knivmördad i sitt hem den föregående kvällen. Innan Holmes hinner agera dyker Lady Hilda Trelawney Hope, statssekreterarens fru, upp på Baker Street. Hon frågar Holmes om dokumentets innehåll och säger att det är i hennes makes intresse att hon får reda på det. Holmes avslöjar bara att det skulle bli väldigt allvarliga följder om dokumentet inte återfinns vilket upprör Lady Hilda mycket. Lady Hilda ber Holmes om att inte berätta om hennes besök för hennes make.
Kommissarie Lestrade kallar Holmes till mordplatsen för att undersöka något märkligt. Lucas blödde över genom en matta, men det finns ingen blodfläck på golvet under mattan. Emellertid är det en blodfläck under mattans motsatta hörn. Det kan bara betyda att konstapeln som vaktat brottsplatsen har släppt in någon och låtit denna vara ensam och därmed fått möjligheten att flytta på saker i rummet.
Holmes hittar ett gömställe i golvet, men det är tomt. Lestrade, som under tiden varit ute och pressat den vaktande polismannen, återkommer med denna och kan berätta att den otillåtne besökaren var en ung kvinna. Tydligen hade hon svimmat vid åsynen av blod och konstapeln hade gått ut för att hämta lite konjak, men då han kom tillbaka hade kvinnan redan avvikit.  När Holmes ska lämna huset visar han ett fotografi av Lady Hilda för konstapeln som identifierar henne som besökaren.
Holmes vet nu var det stulna dokumentet finns, men inte varför det stals. Han besöker Hopes hushåll och ställer Lady Hilda mot väggen med sina bevis. Hon tvingas erkänna att hon varit ett utpressningsoffer. Eduardo Lucas hade fått tag i ett komprometterande brev skrivet av Lady Hilda, och han krävde dokumentet i utbyte mot brevet. Hon hade besökt Lucas hus för att klara av affären, men det visade sig att Lucas fru från Paris dök upp och trodde att Lady Hilda var hans älskarinna. Lady Hilda skyndade därifrån men återkom för att hämta det stulna dokumentet eftersom hennes besök hos Holmes övertygade henne om att detta var det rätta att göra. 
Holmes får nu dokumentet från Lady Hilda och de återställer det på dess ursprungliga plats. Premiärminister och Trelawney Hope anländer och Holmes säger till dem att alla bevis pekar mot att dokumentet måste fortfarande vara på sin plats.  Hope hittar dokumentet och gläds åt att allt var ett stort misstag. Premiärministern är emellertid inte lättlurad och förstår att det inte är hela sanningen. Holmes avfärdar dock honom genom att säga att han också har diplomatiska hemligheter, alluderande på att premiärministern tidigare tvekat att ge Holmes all information om fallet.

## Filmatiseringar
Novellen har filmatiserats med Jeremy Brett i huvudrollen.